# Turnul-poartă-clopotniță la intrarea în cimitir (Vadul-Rașcov)
Turnul-poartă-clopotniță la intrarea în cimitir este o clădire amplasată în Vadul-Rașcov, raionul Șoldănești, Republica Moldova. Este un monument arhitectural de importanță națională inclus în Registrul monumentelor Republicii Moldova ocrotite de stat cu nr. 3002 (raionul Șoldănești). Datează din sec. XVII-XVIII.